# ピール原則
ピール原則は、警察における倫理(en)の基礎を築いたロバート・ピール卿の思想をまとめた原則である。この原則は、英国をはじめ、カナダ、オーストラリア、ニュージーランドで、合意に基づく警察行政の執行として現在も適用されている。
この原則の下では、警察官はあくまで市民の一部の人間が制服を着たものとして取り扱われる（警察官が一般市民とは異なる特権階級であったり、警察官である身分を不必要に隠したりしないということ）。警察官は、市民の暗黙の一般的な同意を得て、ほかの市民を取り締まる権限を行使することとなる。 合意に基づく警察行政の執行とは、警察の犯罪取り締まり権限の正当性が、下記に示す原則に基づいており、また一般市民がその原則を支持かつ原則が実行されていると考えていることに由来しているという意味である。
- 警察の権限に関する透明性

- 権限を行使する際の誠実さ

- 権限執行への説明責任

## 歴史的背景
19世紀初頭の英国では、首都ロンドンに国の政府が警察組織を設置するという試みには反対の声が強かった。人々は、大規模で武装した警察組織の設置という発想に対し、望まない支配への抗議を抑圧し、強制させるために利用されるのではないかという恐れを抱いていた。 1793年以来、英国は、フランスと戦争していたが、当時のフランスでは最も有名で組織化され、高給取りであった警察組織を有し、秘密警察と政治警察を有していた。多くの英国人はそのようなフランス流の警察組織に対し、懐疑心を抱いていたからである。ほとんどの人は、警察を設置して管理するのは国家の仕事だとは考えておらず、地方組織の管理下にあるべきだと考えていた。  
ナポレオン戦争が1816年に終結したのち、英国では複数の要因から経済が不況となった。それとともに産業革命の進展、戦争終結後の軍の動員解除と相まって、大量の失業者が発生した。穀物法により、パンの価格が大幅に上昇した一方で所得税を廃止したため、戦費調達のために発行した債務を消費に対する課税をもって回収する必要に迫られた。そのため、物価がますます高騰することとなった。さらに、1817年は異常気象により、例年に比べて低温多湿で、農作物の生産量が著しく低下した。そして、これが1817年のペントリッチ蜂起を引き起こし、結果として三人がダービー監獄で絞首刑に処されることとなった。 
この時期の国内は平穏とは言い難い状態であった。1819年にマンチェスターのセントピーターズフィールドで発生したピータールーの虐殺では、普通選挙権を求める6万人の群衆に対し、複数の騎兵隊が突撃、少なくとも18名が死亡した。これに続いて、1820年にヨークシャーウェストライディング反乱、1821年にシンダールー蜂起が発生、後者の事件は2名の死者を出し、1名が絞首刑に処された。
また、当時はカトリック解放という大きな政治的対立が生じていた。当時内務大臣であったピール卿はカトリック解放に強く反対の立場であったが「カトリック解放は大きな危険であったが、内戦はそれより大きな危険であった」と述べ1829年ローマ・カトリック信徒救済法を通過させ、対立を回避した。このような国内で対立が激しく、警察力を強力に行使する必要があった時代背景下にもかかわらず、今日まで通用するのちにピール原則と呼ばれる公平な警察行政の倫理に関する原則を発展させていくこととなった。 

## ロバート・ピール卿の原則
職業警察の概念は、ロバート・ピール卿が1822年の内務大臣就任時に提示された。 ピール卿による1829年首都警察法（Metropolitan Police Act 1829）により、常勤警察官による専門的で組織だった警察組織であるロンドン警視庁が設立されることとなった。 
ピール原則は、ロバート・ピール卿が倫理的な警察権力とはどのようなものかを表す精神を表している。伝統的にピール卿によるものであるとされる原則は下記のようなものであった。：  
- 警察が効果的かどうかは、逮捕者数ではなく、犯罪数によって判定する。
- 何よりも、効果的な行政像は、信頼と責任が最も重要視されることを認識している。したがって、最も頻繁に引用されるピール卿の原則は、「警察は公共であり、公共は警察である」である。

ロンドン警視庁の警官は、ロバート（ボビー）ピール卿にちなんで「ボビー」と呼ばれることが多く、最初の近代的な警察であるとみなされている。 

## 警察行政の9原則
警察行政の9原則は、1829年から警視庁の新人警察官に出された「一般的指令」の中で定められた。  ピール卿は演説等でこれらの原則について論じたことはあるが、歴史家のスーザン・レンツとロバート・チェアーズによると、彼がこの原則を直接作成した証拠は現在までに発見されていない。 内務省は、一般的指令はピール自身ではなく、チャールズ・ローワンと警視庁が設立されたときの共同コミッショナーであるリチャード・メインによって書かれたのではないかとしている。  
新人警察官に対して出された一般指令の9つの原則は以下の通りである。
1. 犯罪と無秩序を防ぐため、軍による抑圧と過酷な法による取り締まりの代わりとなる。
2. 警察の機能と義務は、警察の存在と行動、ふるまいが許容可能な範囲で行われているという了解と、公共からの敬意を確保し維持し続けることができるかに依存している、ということを常に意識する。
3. 人々の尊敬と了解を確保し維持することは、法の遵守状態を保つという任務において人々の積極的な協力を確保することができることを意味する、ということを常に意識する。
4. 人々の協力を確保できる範囲が増えるほど、警察の目的を達成するための強制力の行使を相対的に減少させることができる、ということを常に意識する。
5. 単に世論に迎合するという方法を除き、いつでも法に基づき中立的な法執行を行い、警察行政の完全な独立を保ち、個別の現行法の正当性の有無についての判断をせず、貧富の差や社会的立場にかかわらずすべての人々に個別に治安や友情を提供し、丁寧さと親しみやすい適切なユーモアを持ち、生命の保護と維持に対して個人的な犠牲を払う用意をもつことで、公共からの好意を獲得維持する。
6. 法秩序の維持や秩序の回復につき、説得、助言、警告だけでは人々の協力が必要なだけ得られない場合にのみ、実力行使が行われる。実力行使にはある出来事に対して、警察の目的を達成するために必要最低限の行使のみ行われる。
7. 警察は公共であり、公共は警察である、警官はあくまで地域社会の福祉と存在のためにいつも目を光らせている市民であるという歴史的伝統を実現するために、公共との関係性をいつも維持する。
8. 警察の執行機能を厳守しなければならず、司法の権限が個人または国家へ復讐する権限を奪っているのではないか（警察が取り締まることで、ある人が個人や国家に復讐する権利を奪っているのではないか）、また、犯罪かどうかを権威的に判断して刑罰を下す必要があるのではないか（警察官が犯罪に対し判決を下し、刑を執行しなければならないのではないか）という考えを厳に慎まなければならない（前記二項は警察の権限ではない）、ということを常に意識する。
9. 効率的な警察行政というのは、犯罪や無秩序がないことであり、犯罪や無秩序に対して警察が市民の目に触れる形で対処している状態ではない、ということを常に意識する。

## 同意による取り締まり
歴史家のチャールズ・リースは、New Study of Police History（1956）で、これらの原則は、「恐怖からではなく、警察と人々の協力からその多くが生じた、歴史上および世界中で独特な警察へのイメージを形成した。警察は、国民の承認、尊敬、愛情を確保し維持する行動によって設計的に誘発された」と述べた。  
2012年の英国内務省は、同意による警察活動を「国家の権力ではなく、公共の共通一般的な同意から来る警察の権力である。これはある個人との同意を意味するわけではない」と表現し、ピール原則とは別に追加して「（ある個人が）個人的に「警察や法に対して同意する」という選択肢を撤回することを選択できるわけではない。」と付け加えた。 
伝統的な同意による取り締まりという考え方から、英国は暴動などの治安回復のために行動をとる場合に、フランスなどのほかの西洋諸国とは考え方を取る。  それにもかかわらず、治安回復のための警察の行動は、時に同意による取り締まりという考え方に対して課題を提示することがある。   2009年のG20サミットの抗議行動中に警察官に襲われた後のイアン・トムリンソンの死は、警察、メディア、一般市民の関係、および独立警察苦情委員会の独立性について英国で論争を引き起こしました。 懸念に応えて、英国における警察に対する監察官であったDenis O'Connorは、英国の同意に基づく警察モデルの回復を目的とした150ページのレポートを2009年11月に発表した。 同意による警察は、 新型コロナウイルス感染症の世界的流行の間の緊急事態下において臨時に法律を施行する間でさえ、英国の警察において考慮すべき根本的な原則であり続けた。  
この原則はカナダ、オーストラリア、ニュージーランドなどのコモンウェル諸国にも広く継受されている。また、イギリスの王室属領やイギリスの海外領土における警察も同様である。この原則は他国においても適用されてきた。この英国モデルは米国にも影響を与えたとされるが、前世紀以降は適用されてこなくなったという説もある。米国の法執行改革者であるウィリアム・ブラトンは2014年に、ピール原則を私にとっての聖書と呼んだが、ほかの論者は2020年において「理屈の上に過ぎないものになりつつある」と論じた。一方、香港では以前は適用されていたが、今はもはやこの原則は適用されていないと言われている。
この原則はほかの国々にも同様に適用される。